# Сезар Франк

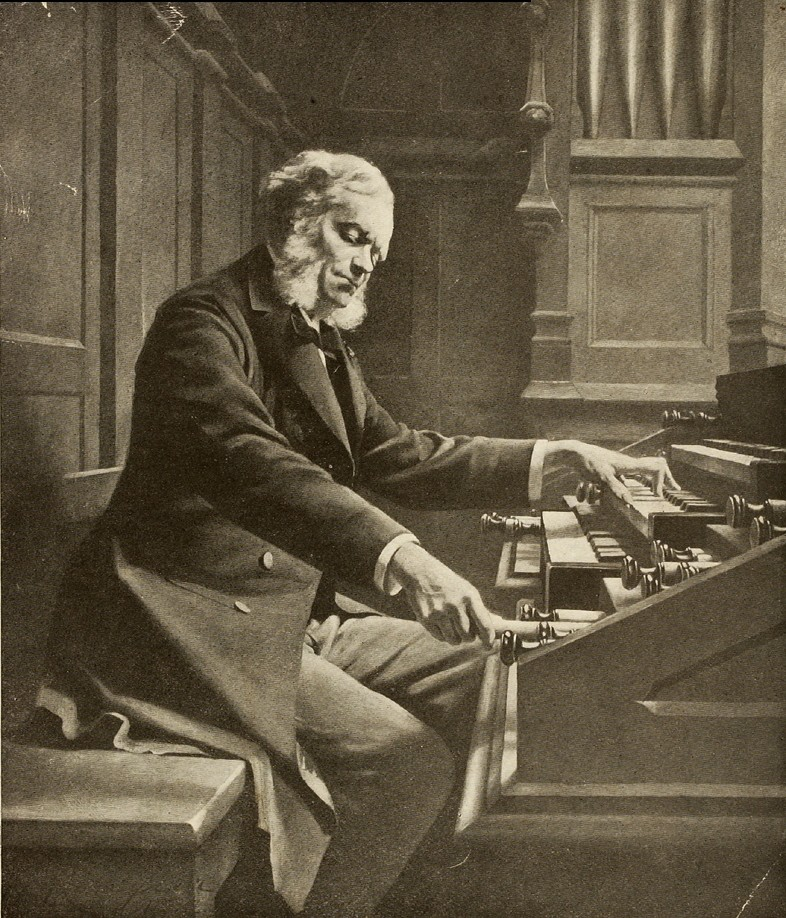
Сезар Франк

Сеза́р Франк (фр. César Franck, повне ім'я Сеза́р Оґю́ст Жан Ґійо́м Юбе́р Франк (César-Auguste-Jean-Guillaume-Hubert Franck); 10 грудня 1822, Льєж — 8 листопада 1890, Париж) — французький композитор й органіст бельгійського походження.

## З життя і творчості
У 1830—35 навчався в консерваторії в Льєжі.
В 1835 родина композитора переселилася до Парижа. З 1836 навчався в Паризькій консерваторії. Працював органістом у соборах Парижа, а також вів викладацьку діяльність. Серед вихованців — Ернест Шоссон та Вінсент д'Енді.
С. Франк започаткував так званий органний симфонізм, значне місце в його творчості займають органні твори циклічної форми, зокрема «Три хорали» (E-dur, h-moll, a-moll). Відомі також його симфонівчні твори (Симфонія d-moll, Симфонічні варіації, симфонічні поеми: «Les éolides», «Le chasseur maudit», «Rédemption»), камерні (соната A-dur для скрипки і фортепіано, струнний квінтет f-moll), а також духовний твір «Panis Angelicus» для хору a capella.